# ジョエル・エパレ
ジョエル・エパレ（Joël Dieudonné Martin Epallé Newaka、1978年2月20日 - ）は、カメルーンの元サッカー選手。元カメルーン代表。ポジションはミッドフィールダー。

## 来歴
1995年11月、親善試合・ガボン戦に17歳でカメルーン代表デビュー、2得点を決めた。2000年、U-23代表としてシドニーオリンピックに出場、カメルーンとして初優勝した。2002年、ともに出場機会は無かったが、アフリカネイションズカップ、FIFAワールドカップのメンバーにも選ばれた。2003年を最後に代表での出場は無かったが、2008年に代表復帰、アフリカネイションズカップでは5試合に出場、準優勝した。カメルーン代表として通算33試合に出場、2得点をあげた。

## 代表歴

### 出場大会
- カメルーン代表
  - 2002 FIFAワールドカップ

### 試合数
- 国際Aマッチ 33試合 2得点（1995年-2008年）[1]

| カメルーン代表 | 国際Aマッチ | 国際Aマッチ |
| 年             | 出場        | 得点        |
| -------------- | ----------- | ----------- |
| 1995           | 4           | 2           |
| 1996           | 1           | 0           |
| 1997           | 5           | 0           |
| 1998           | 0           | 0           |
| 1999           | 0           | 0           |
| 2000           | 2           | 0           |
| 2001           | 8           | 0           |
| 2002           | 5           | 0           |
| 2003           | 2           | 0           |
| 2004           | 0           | 0           |
| 2005           | 0           | 0           |
| 2006           | 0           | 0           |
| 2007           | 0           | 0           |
| 2008           | 6           | 0           |
| 通算           | 33          | 2           |